# VMAT1
SLC18A1 (англ. solute carrier family 18 (vesicular monoamine), member 1 — «семейство транспортёров растворённых веществ 18, член 1»), более известный как VMAT1 (англ. vesicular monoamine transporter 1 — «везикулярный транспортёр моноаминов-1») — транспортный белок, переносящий моноаминовые нейротрансмиттеры в везикулярные пузырьки пресинаптического нейрона. 
Ряд генетических исследований указывают на возможную роль гена SLC18A1 в патогенезе шизофрении. Локус 8p21-22, в котором находится ген, также ассоциирован с шизофренией.